# Evezés az 1964. évi nyári olimpiai játékokon
Az 1964. évi nyári olimpiai játékokon az evezésben hét versenyszámban osztottak érmeket. A szovjet Vjacseszlav Nyikolajevics Ivanov egypárevezős számban Melbourne óta harmadszor lett olimpiai bajnok.

## Éremtáblázat
(A rendező ország csapata eltérő háttérszínnel, az egyes számoszlopok legmagasabb értéke, vagy értékei vastagítással kiemelve.)
| Az 1964. évi nyári olimpiai játékok éremtáblázata evezésben | Az 1964. évi nyári olimpiai játékok éremtáblázata evezésben | Az 1964. évi nyári olimpiai játékok éremtáblázata evezésben | Az 1964. évi nyári olimpiai játékok éremtáblázata evezésben | Az 1964. évi nyári olimpiai játékok éremtáblázata evezésben | Olimpia  |
| ----------------------------------------------------------- | ----------------------------------------------------------- | ----------------------------------------------------------- | ----------------------------------------------------------- | ----------------------------------------------------------- | -------- |
|                                                             | Ország                                                      | Arany                                                       | Ezüst                                                       | Bronz                                                       | Összesen |
| 1.                                                          | Egyesült Államok (USA)                                      | 2                                                           | 1                                                           | 1                                                           | 4        |
| 2.                                                          | Szovjetunió (URS)                                           | 2                                                           | 0                                                           | 0                                                           | 2        |
| 3.                                                          | Egyesült Német Csapat (EUA)                                 | 1                                                           | 2                                                           | 1                                                           | 4        |
| 4.                                                          | Dánia (DEN)                                                 | 1                                                           | 0                                                           | 0                                                           | 1        |
| 4.                                                          | Kanada (CAN)                                                | 1                                                           | 0                                                           | 0                                                           | 1        |
|                                                             |                                                             |                                                             |                                                             |                                                             |          |
| 6.                                                          | Hollandia (NED)                                             | 0                                                           | 1                                                           | 2                                                           | 3        |
| 7.                                                          | Franciaország (FRA)                                         | 0                                                           | 1                                                           | 0                                                           | 1        |
| 7.                                                          | Nagy-Britannia (GBR)                                        | 0                                                           | 1                                                           | 0                                                           | 1        |
| 7.                                                          | Olaszország (ITA)                                           | 0                                                           | 1                                                           | 0                                                           | 1        |
|                                                             |                                                             |                                                             |                                                             |                                                             |          |
| 10.                                                         | Csehszlovákia (TCH)                                         | 0                                                           | 0                                                           | 2                                                           | 2        |
| 11.                                                         | Svájc (SUI)                                                 | 0                                                           | 0                                                           | 1                                                           | 1        |
|                                                             |                                                             |                                                             |                                                             |                                                             |          |
| Összesen                                                    | Összesen                                                    | 7                                                           | 7                                                           | 7                                                           | 21       |

## Érmesek
| Az 1964. évi nyári olimpiai játékok érmesei evezésben | | | |
| Versenyszám                                           | Arany | Ezüst | Bronz |
| Egypárevezős                                          | Vjacseszlav Ivanov · Szovjetunió (URS) | Achim Hill · Egyesült Német Csapat (EUA) | Gottfried Kottmann · Svájc (SUI) |
| Kétpárevezős                                          | Szovjetunió (URS) · Borisz Dubrovszkij · Oleg Tyurin | Egyesült Államok (USA) · Seymour Cromwell · James Storm | Csehszlovákia (TCH) · Vladimír Andrs · Pavel Hofmann |
| Kormányos nélküli kettes                              | Kanada (CAN) · George Hungerford · Roger Jackson | Hollandia (NED) · Steven Blaisse · Ernst Veenemans | Egyesült Német Csapat (EUA) · Michael Schwan · Wolfgang Hottenrott                                                                                             |
| Kormányos kettes                                      | Egyesült Államok (USA) · Edward Ferry · Conn Findlay · Kent Mitchell                                                                                                   | Franciaország (FRA) · Jacques Morel · Georges Morel · Jean Claude Darouy | Hollandia (NED) · Jan Just Bos · Herman Rouwé · Frederik Hartsuiker                                                                                            |
| Kormányos nélküli négyes                              | Dánia (DEN) · John Hansen · Bjørn Hasløv · Erik Petersen · Kurt Helmudt                                                                                                | Nagy-Britannia (GBR) · John Russell · Hugh Wardell-Yerburgh · William Barry · John James | Egyesült Államok (USA) · Geoffrey Picard · Richard Lyon · Theodore Mittet · Ted Nash · Philip Durbrow*                                                         |
| Kormányos négyes                                      | Egyesült Német Csapat (EUA) · Peter Neusel · Bernhard Britting · Joachim Werner · Egbert Hirschfelder · Jürgen Oelke                                                   | Olaszország (ITA) · Renato Bosatta · Emilio Trivini · Giuseppe Galante · Franco De Pedrina · Giovanni Spinola                                                                                       | Hollandia (NED) · Lex Mullink · Jan van de Graaff · Frederik van de Graaff · Robert van der Graaf · Marius Klumperbeek                                         |
| Nyolcas                                               | Egyesült Államok (USA) · Joseph Amlong · Thomas Amlong · Harold Budd · Emory Clark · Stanley Cwiklinski · Hugh Foley · William Knecht · William Stowe · Zimonyi Róbert | Egyesült Német Csapat (EUA) · Klaus Aeffke · Klaus Bittner · Karl-Heinrich von Groddeck · Hans-Jürgen Wallbrecht · Klaus Behrens · Jürgen Schröder · Jürgen Plagemann · Horst Mayer · Thomas Ahrens | Csehszlovákia (TCH) · Petr Čermák · Jiří Lundák · Jan Mrvík · Július Toček · Josef Věntus · Luděk Pojezný · Bohumil Janoušek · Richard Nový · Miroslav Koníček |

* - a versenyző a döntőben nem vett részt